# Sollentuna församling
Sollentuna församling är en församling i Sollentuna kontrakt i Stockholms stift. Församlingen omfattar hela Sollentuna kommun i Stockholms län och utgör ett eget pastorat.

## Administrativ historik
Församlingen har medeltida ursprung.
Församlingen utgjorde tidigt ett eget pastorat för att därefter till 1962 var i ett gemensamt pastorat med Eds församling, före 1 maj 1917 som annexförsamling därefter som moderförsamling. Från 1962 utgör församlingen ett eget pastorat.

## Komministrar
| Ämbetstid | Namn                  | Levnadstid | Övrigt                                      |
| --------- | --------------------- | ---------- | ------------------------------------------- |
| 1530      | Jonas                 |            |                                             |
| 1593      | Johannes Jacobi       |            |                                             |
| 1640      | Laurentius            |            |                                             |
| 1641      | Olaus Iwari Edhelius  |            | Senare kyrkoherde i Eds församling.         |
| 1645      | Laurentius Olai       |            |                                             |
| -1667     | Olof Sevastius        | -1667      |                                             |
| 1668-1672 | Olof Örn              |            | Senare kyrkoherde i Västra Ryds församling. |
| 1672-1675 | Anders Granberg       |            |                                             |
| -1713     | Johan Schilling       | -1713      |                                             |
| 1713-1723 | Stephan P. Karckman   | -1723      |                                             |
| 1725-1772 | Sven Widman           | -1772      |                                             |
| 1773-1791 | Magnus Julius Winge   |            | Senare kyrkoherde i Estuna församling.      |
| 1791-1818 | Johan Ulfstrand       | 1751-1818  |                                             |
| 1725-     | Johan Peter Juringius |            | Senare kyrkoherde i Tierps församling.      |
| 1820-1832 | Gustaf Enwall         |            | Senare kyrkoherde i Össeby församling.      |
| 1833-     | Olof Hellström        | 1793-      |                                             |

## Organister
| Ämbetstid | Namn                    | Levnadstid | Övrigt    |
| --------- | ----------------------- | ---------- | --------- |
| 1941–1964 | Karl Olof Rudolf Eksell | 1909–      | Organist. |

## Kyrkobyggnader
- Sollentuna kyrka
- Edsbergskyrkan
- S:t Eriks kyrka
- Turebergskyrkan
- Kummelby kyrka

Begravningskapell
- Silverdalskapellet
- Garnisonskapellet
- Silverdals griftegård